# سد كدية أسردون
سد كدية أسردون هو سد يقع في إقليم دائرة الأخضرية بمسافة 9.5 كيلومتر في ولاية البويرة في دولة الجزائر.
تم إنشاء السد في الفترة بين عامي 2002 - 2008 باستخدام تقنية الخرسانة المضغوطة، ويقوم السد بخدمة أغراض الري والصناعة والشرب والاستخدامات المتعددة الأخرى.
تصل سعته الإجمالية إلي 640,000,000 متر مكعب ويعمل كخزان مائي ويوفر مياه الري لأكثر من 20,000 هكتار من الأراضي الزراعية ويمد مدينة الجزائر بحوالي 178,000,000 متر مكعب من مياه الشرب سنويًا.
تزود مياهه أربع ولايات هي : البويرة، المدية، تيزي وزو وولاية المسيلة.